# Vallée de la Thines
Pour les articles homonymes, voir Thines.
La vallée de la Thines  est une vallée creusée par la rivière Thines, affluent du Chassezac, administrativement située sur la commune de Malarce-sur-la-Thines, dans le département de l'Ardèche et la région Rhône-Alpes.

## Étymologie
Le nom de Thines est celui de l'ancien village de Thines, renommé pour son église romane datant du XIIe siècle.

## Description
La Thines est une rivière profondément encaissée dans une zone schisteuse, avec un climat cévenol de versant est. Les principaux milieux naturels représentés sont les rochers, les taillis de chêne vert, les châtaigneraies, les landes à bruyères et des cours d'eau propices à la présence de la loutre.

## Statut
La vallée de la Thines, outre sa présence dans la zone périphérique du parc national des Cévennes, est classée zone naturelle d'intérêt écologique, faunistique et floristique de type I sous le numéro n°07160013. La vallée fait également partie du parc naturel régional des Monts d'Ardèche.

## Faune

### Mammifères
Le site est caractérisé par la présence de la loutre et du castor.

### Oiseaux
- Martin-pêcheur d'Europe (Alcedo atthis) ;
- Martinet à ventre blanc (Apus melba) ;
- Engoulevent d'Europe (Caprimulgus europaeus) ;
- Circaète Jean-le-Blanc (Circaetus gallicus) ;
- Grand Corbeau (Corvus corax) ;
- Gobemouche noir (Ficedula hypoleuca).

### Libellules
- Æschne paisible (Boyeria irene) ;

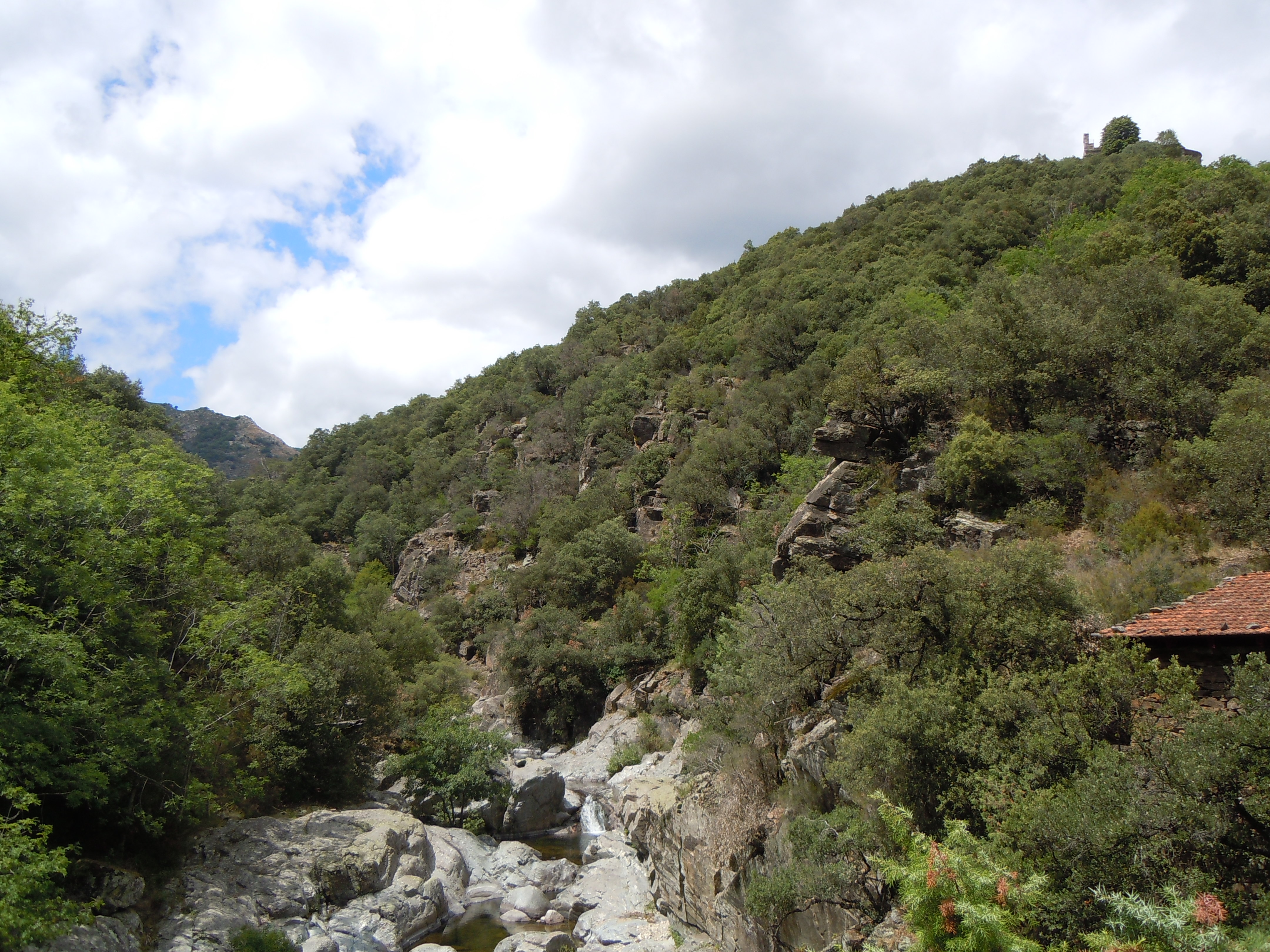
La Thines au pont de Gournier

- Cordulie à corps fin (Oxygastra curtisii) ;
- Agrion blanchâtre (Platycnemis latipes).

## Flore
Liste des espèces protégées référencées sur le site :
- Asarine couchée (Asarina procumbens) ;
- Centaurée pectinée (Centaurea pectinata) ;
- Rossolis à feuilles rondes (Drosera rotundifolia) ;
- Dryoptéris de l'Ardèche (Dryopteris ardechensis) ;
- Millepertuis androsème (Hypericum androsaemum) ;
- Lotier grêle (Lotus angustissimus) ;
- Notholéna de Maranta (Notholaena marantae) ;
- Fougère royale (Osmunda regalis) ;
- Polystic à dents sétacées (Polystichum setiferum) ;
- Réséda de Jacquin (Reseda jacquinii) ;
- Spiranthe d'été (Spiranthes aestivalis) ;
- Thym luisant (Thymus nitens) ;
- Trèfle strié (Trifolium striatum).